# قانون الطوارئ في السودان
قانون الطوارئ هو قانون ينظم حالة الطوارئ، وهو نظام استثنائي محدد في الزمان والمكان تعلنه الحكومة، لمواجهة ظروف طارئة وغير اعتيادية تهدد البلاد أو جزءًا منها، وذلك بتدابير مستعجلة وطرق غير اعتيادية تحت شروط محددة وإلى حين زوال التهديد. ويرد دائمًا في التشريعات الدولية المتعلقة بهذا الموضوع نصًّا يؤكد على ضرورة وأهمية تحديد الحالة في المكان والزمان، وتقيَّد بشروط حازمة، للحد من العسف التي قد تمارسه السلطات العرفية أو التنفيذية أو الإدارية، إزاء هذه الحالة. ومخالفة هذه الشروط تضع الحكومة تحت طائلة البطلان وفقدان المشروعية، والخضوع للمساءلة القانونية والمحاسبة القضائية، لأن حالة الطوارئ حالة استثنائية وتشكل خطراً جديّاً على حريات المواطنين وكرامتهم.

## بدء العمل به
بعد سخط عارم بين المواطنين تبعه إضراب متكرّر لعدد من  مؤسسات الدولة والنقابات العمالية في السودان من مناطق البلاد، كإضراب القضاة في 1982م وإضراب عمال المهن الصحية الذي كان لثلاث مرات في الفترة منذ مايو 1982 حتى سبتمبر 1984م أعلن الرئيس جعفر النميري في يوم 2 أبريل 1984م حالة الطوارئ والعمل بموجبها بقانون الطوارئ.

وقد باشرت حكومة الإنقاذ (البشير) العمل به لفترات طويلة لممارسة الاستبداد ضد المواطن.

## الإعلان
يصدر رئيس الجمهورية إعلاناً بحالة الطوارئ في جميع أنحاء السودان، أو في أي جزء تعرض لأي من المخاطر التالية:
1. الغزو الأجنبي أو الحصار.

1. الخطر الحال أو الجسيم الذي يهدد الوحدة الوطنية أو سلامة الوطن أو أي جزء منه.

1. الأزمة التي تهدد اقتصاد البلاد.

1. الحرب أو التمرد أو القتال غير المشروع.

1. الإجرام أو العصيان أو الشغب المنتشر.

1. تعظل العمل أو المرافق أو الأوبئة.

1. أي حالة أخرى تشكل في نظر رئيس الجمهورية تهديداً وشيك الوقوع على السودان أو السلامة العامة أو حياة المجتمع أو جزء عام منه.

- وفق أحكام الدستور يعرض كل إعلان على المجلس في مدى ثلاثين يوماً من تاريخ صدوره ليقرر ما يراهُ بهذا الشأن. ويظل الإعلان سارياً إلى أن ينتهي أجله أو يصدر رئيس الجمهورية إعلاناً يلغي بموجبه هذا القرار الصادر.[3]